# انتخابات ریاست‌جمهوری ایالات متحده آمریکا (۱۸۶۰)

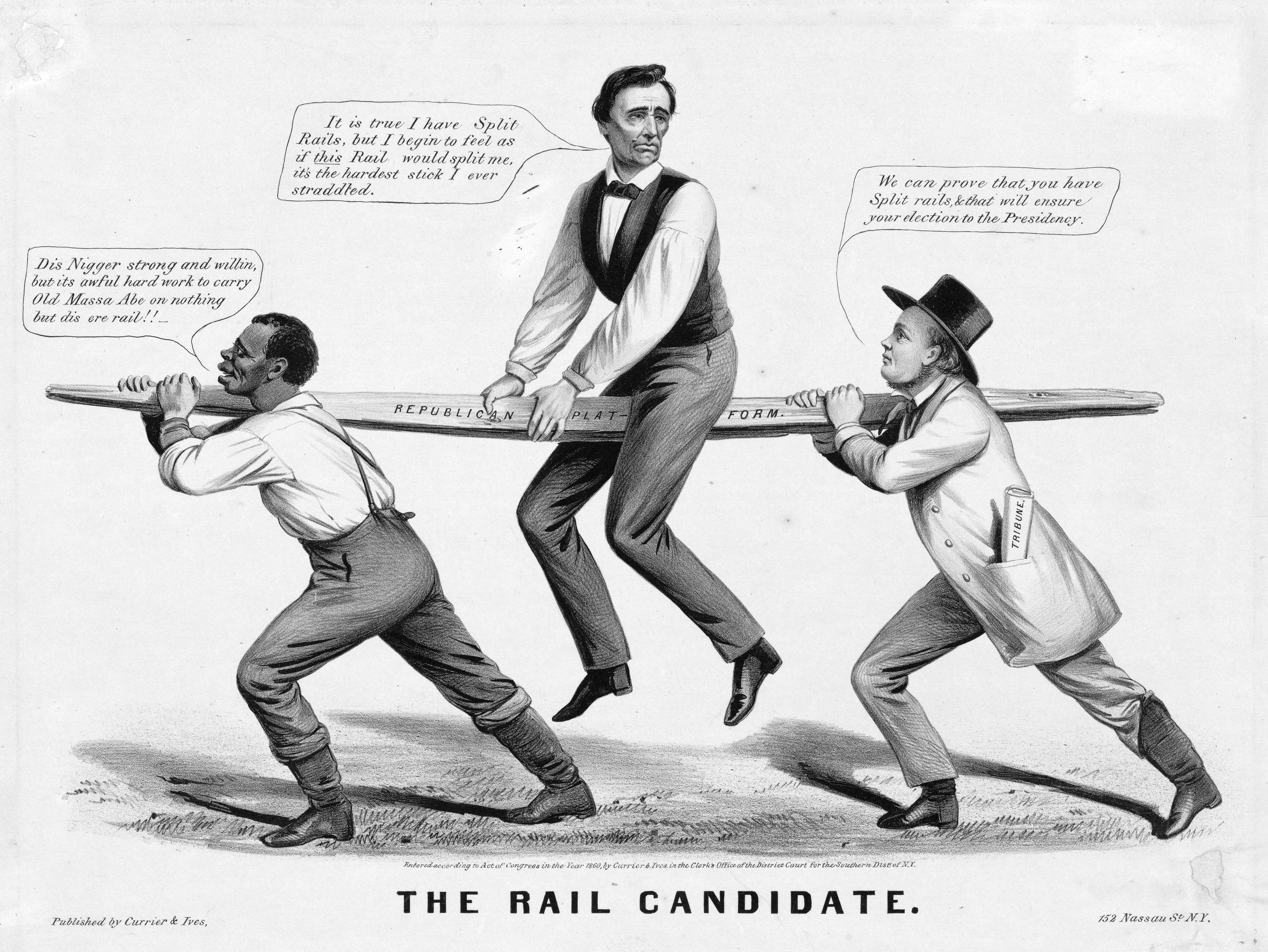

انتخابات ریاست جمهوری آمریکا در سال ۱۸۶۰ با پیروزی آبراهام لینکلن به پایان رسید.

## کاندیدای راه‌آهن
نامزدی آبراهام لینکلن در سال ۱۸۶۰ بر مسائل برده داری و سازمان دهی حزب خود استوار بود. لینکلن در آغاز جریان انتصاب ریاست جمهور با اینکه آشکارا بازنده محسوب می‌شد در نهایت بنا به دلایلی چند به عنوان نامزد جمهوری‌خواه در انتخابات ریاست جمهوری آمریکا برگزیده شد. دیدگاه‌های او در مورد برده داری نیز نسبت به رقبایش ویلیام سوارد و سالمن چیس، میانه‌رو تر بود.
دیگر رقبای وی، به خصوص آنهایی که تجربه دولتی بیشتری داشتند، با این حزب دشمن شده بودند و در ایالتهای غربی که نقش بسیار حساس و حیاتی داشتند ضعیف بودند. لینکلن با چهره‌ای میانه‌رو ظاهر شده بود.
علی‌رغم ارتباط وی با جنوب (خانوادهٔ همسرش خود برده داشتند) لینکلن وجهه انقلابی را که در جنوب در جریان بود، و نیز ظهور ناسیونالیسم جنوب را به درستی درک نکرد. در دههٔ ۱۸۵۰ او امکان هرگونه جنگ داخلی را رد می‌کرد. حامیانش مکرراً این امر را که انتخاب او می‌تواند جرقه‌ای برای جدایی و انتزاع باشد نادیده گرفتند.
لینکلن برای سخنرانی مبارزه نمی‌کرد، مبارزات انتخاباتی را سازمان‌های جمهوری‌خواه شهرستان‌ها و ایالات هدایت می‌کردند. آن‌ها بسیار دقیق و موشکاف بودند و از جدیدترین تکنیک‌ها برای حفظ شور و اشتیاق اعضای حزب و در نتیجه کسب نتیجه مطلوب استفاده می‌کردند. تلاش کمی برای تغییر دادن و متقاعد ساختن غیر جمهوری خواهان صورت می‌گرفت و تقریباً در جنوب به جز در چند شهر مرزی مانند سنیت یونیر، مسیوری، ویلینگو ویرجینیا هیچ مبارزه انتخاباتی در جریان نبود. اما در شمال هزاران سخنگوی جمهوری‌خواه، صدها هزار پوستر تبلیغاتی و اعلامیه و هزاران سرمقاله در روزنامه‌ها وجود داشت. آن‌ها در وهلهٔ اول توجه خود را به خط مشی حزب معطوف کرده بودند و در درجهٔ دوم به داستان زندگی لینکولن، به فقر دوران کودکی اش، نبوغ اش و ترقی او از گمنامی به شهرت پرداختند. از اسمهای مستعار او – آبه درستکار و ناجی بزرگ – نهایت استفاده را می‌کردند. نکته در این بود که می‌خواستند بر «کار آزاد» تأکید کنند، کاری که از طریق آن پسر بچه‌ای از دل مزرعه با تلاش خود راه خود را به سوی قله‌های ترقی باز می‌کند.

## موفقیت در انتخابات
در ششم نوامبر ۱۸۶۰ لینکلن به عنوان شانزدهمین رئیس‌جمهور ایالات متحده برگزیده شد و استفان داگلاس و جان برکنریج، دموکرات‌های جنوب، و جان بل از حزب جدید اتحادیه قانون اساسی را شکست داد. لینکلن نخستین رئیس‌جمهور جمهوری‌خواه بود. پیروزی خود را تنها مدیون حمایت ایالتهای شمالی بود، در جنوب، در نه ایالت، حتی نامش را برای رأی‌گیری ننوشته بودند و در سایر شهرستان‌های جنوبی هم فقط ۲ شهرستان از ۹۹۶ طرفدار او بودند. لینکلن ۹۰۸/۸۶۵/۱ رأی (۹/۳۹ درصد از کل) را از آن خود ساخت، داگلاس ۲۰۲/۳۸۰/۱ (۵/۲۹ درصد از کل) به برکنریج ۰۱۹/۸۴۸ (۱/۱۸ درصد از کل) و بل ۹۰۱/۵۹۰ (۵/۱۲ درصد از کل)

## نگارخانه

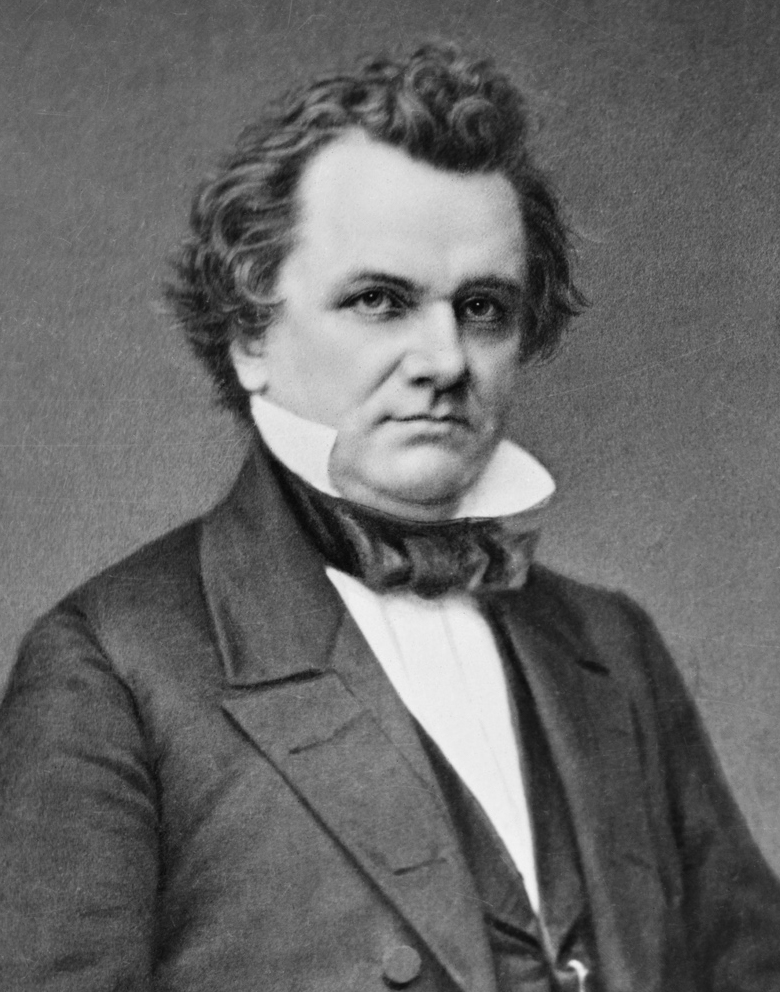
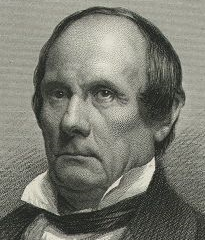
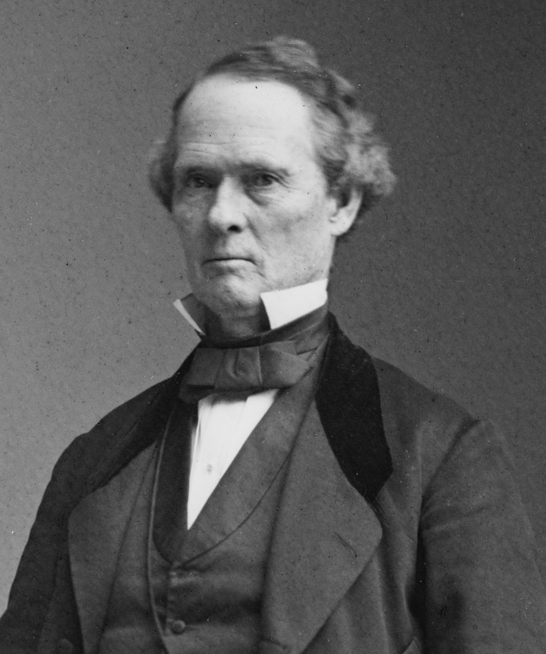
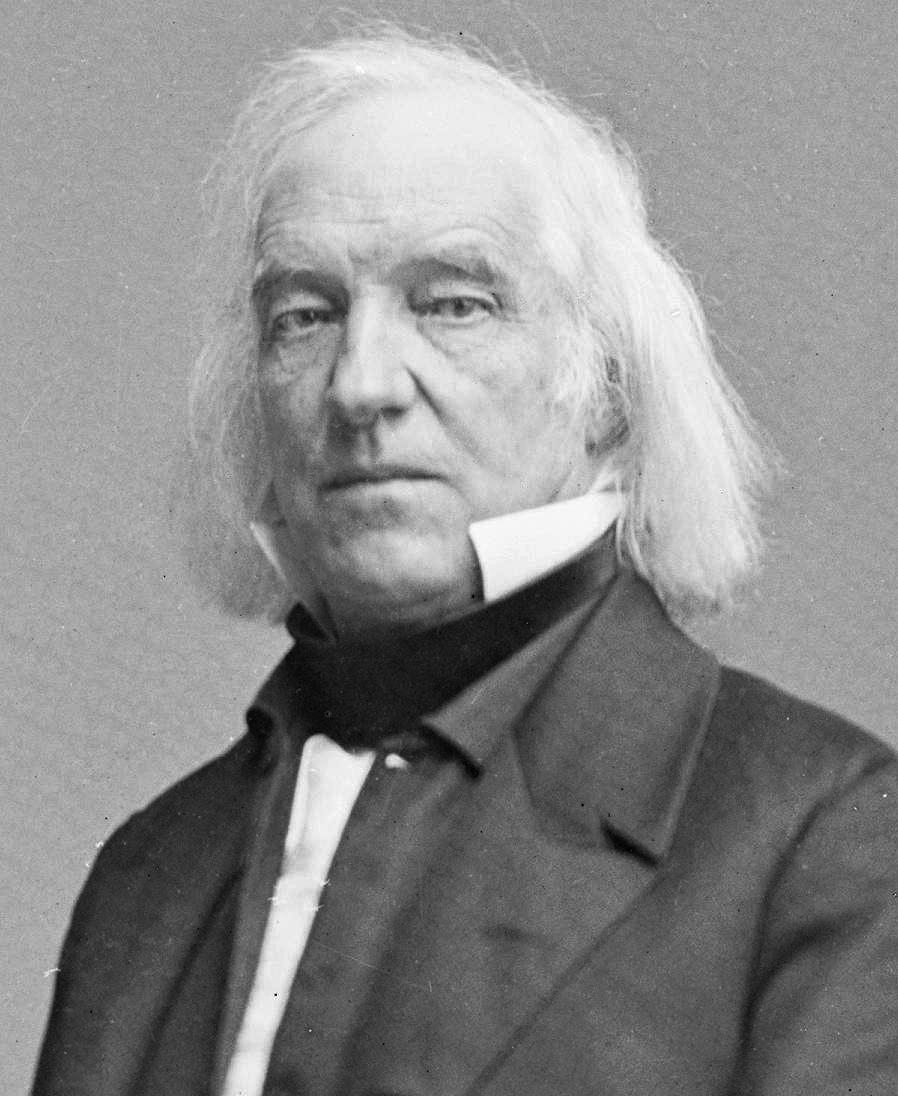
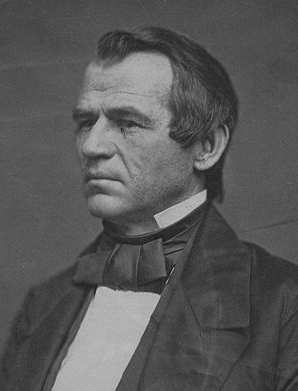